# Yang Mingyuan
Yang Mingyuan (chinesisch 杨明远, Pinyin Yáng Míngyuǎn; * 16. Januar 1999) ist ein chinesischer Tennisspieler.

## Karriere
Zwischen 2014 und 2017 spielte Yang auf der ITF Junior Tour. Bei über 100 Matches spielte er hauptsächlich bei Turnieren der niedrigeren Wertungen. Er kam auf Platz 474 der Junior-Rangliste.
Bei den Profis spielte Yang kein Match im Einzel. 2018 trat er das erste Mal auf der drittklassigen ITF Future Tour in Erscheinung und kam durch einen Halbfinaleinzug zu ersten Punkten für die Tennisweltrangliste und mit Rang 1397 auch zu seinem Karrierehoch. Zwischen 2020 und 2022 trat er bei keinen Turnieren an, erst 2023 war er wieder aktiv, allerdings ohne einen Matcherfolg. Seinen einzigen Auftritt außerhalb von Futures hatte Yang im September 2023 in Chengdu. Dank einer Wildcard spielte er dort an der Seite von Li Wenfu in der Doppelkonkurrenz. Sie unterlagen Julian Cash und Robert Galloway in zwei Sätzen. Er ist nicht mehr in der Weltrangliste gelistet.